# Torre de los Vientos
La Torre de los Vientos (en griego: Πύργος των Ανέμων, romanizado: Pýrgos ton Anémon tai Αέρηδες, Aérides) es un edificio en forma de torre, de planta octogonal, situado en el Ágora romana de Atenas. Se trata de un Horologion (en griego antiguo: Ὡρολόγιον του Ἀνδρονίκου του Κυρρήστου, romanizado: Ηōrologion tū Andronikū tū Kyrrēstū) o reloj.  es una antigua torre que servía de veleta, reloj de sol y reloj de agua. Se encuentra en el barrio homónimo de Aérides, en Atenas (Grecia). Sus dimensiones son 12 metros de altura y casi 8 metros de diámetro.

## Historia
La Torre de los Vientos fue construida, en la primera mitad del siglo I a. C. por Andrónico de Cirro, astrónomo procedente de Cirro (Macedonia). En el período cristiano primitivo, la torre fue convertida en iglesia o en baptisterio de una iglesia adyacente y sirvió de campanario. La zona situada al noreste de la entrada fue ocupada por un cementerio cristiano. En el siglo XV, Ciríaco de Ancona menciona el monumento como el templo de Eolo, mientras que un viajero anónimo se refiere a ella como una iglesia. En el siglo XVIII, el edificio fue utilizado como el tekke de los derviches. A comienzos del siglo XIX, la torre se hallaba parcialmente enterrada. Fue excavada por la Sociedad Arqueológica de Atenas entre 1837 y 1845.

## Descripción
La Torre de los Vientos tiene planta octogonal, con lados de 3,20 m de longitud, 12,8 m de altura y 8 m de diámetro. Se alza sobre una base de tres peldaños y está construida con mármol pentélico. Cuenta con un techo cónico, un anexo cilíndrico en el lado sur y dos pórticos corintios, uno al noreste y otro al noroeste. En la parte superior de cada uno de sus ocho lados hay un relieve que representa a un viento. Está simbolizado por una figura masculina con los atributos apropiados y su nombre grabado en la piedra. En las paredes externas había diales de reloj de sol. El interior contenía una clepsidra o reloj de agua.
Se hallaba dotada con una brújula y posiblemente una veleta ubicada en el tejado con la que apuntaba a cada uno de sus ocho lados, que representa una dirección del viento según la rosa de los vientos, orientados a los puntos cardinales, muestra un relieve que representa al viento asociado a ese punto:
Bóreas (N), Cecias (NE), Euro (E), Apeliotes (SE), Noto (S), Libis (SO), Céfiro (O), y Coro (NO).

## Galería

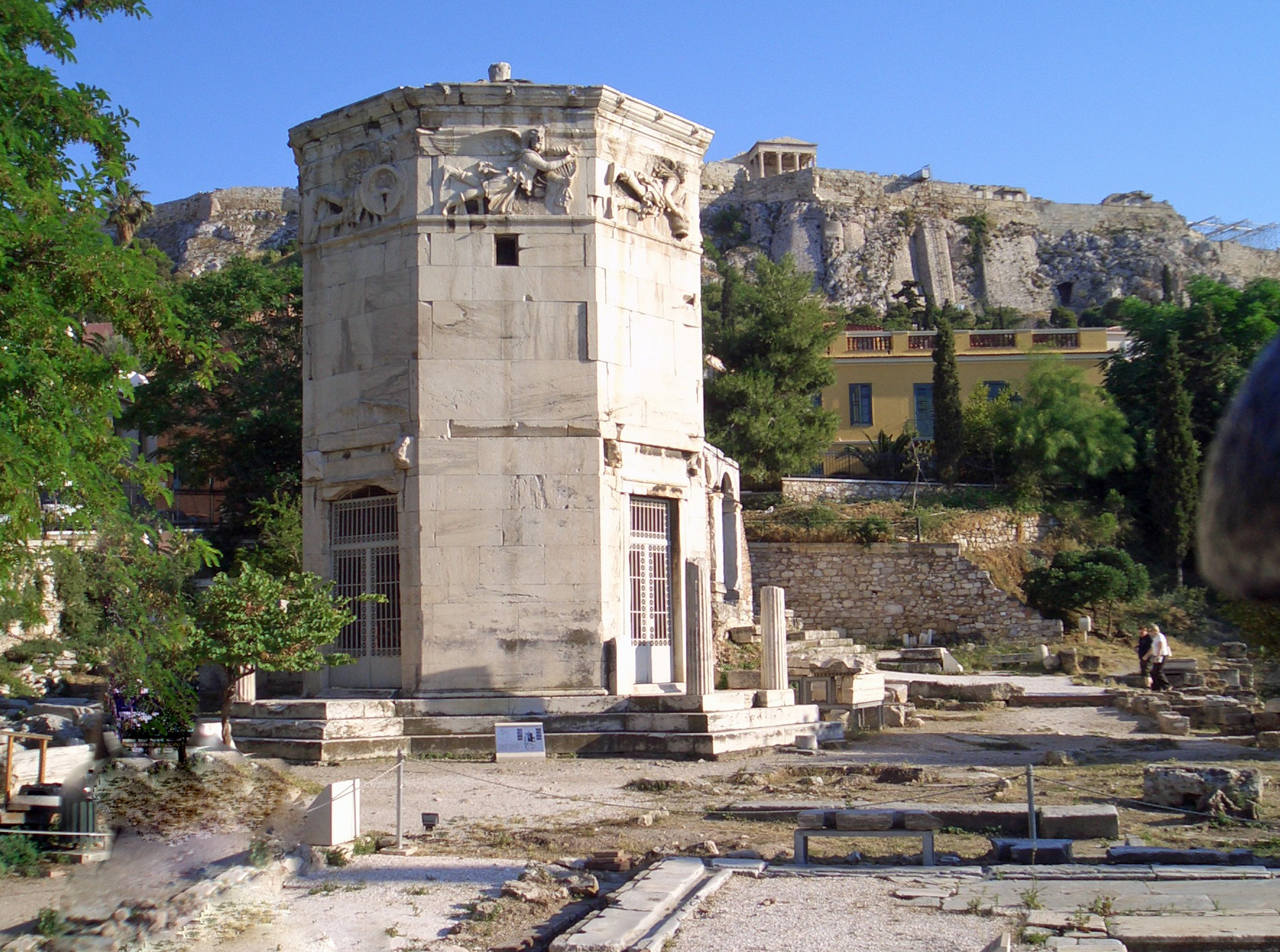
Torre de los Vientos en Atenas.
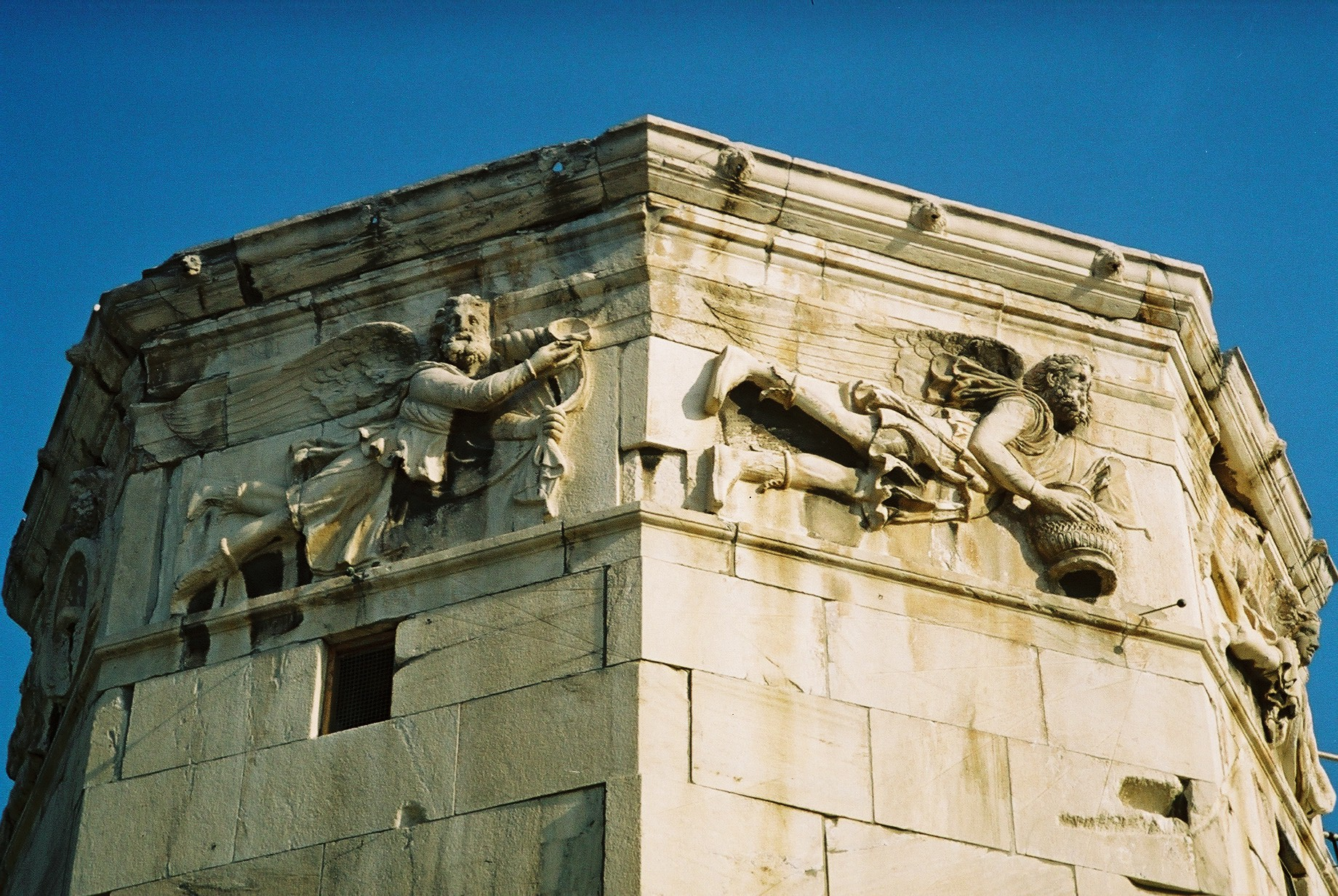
Friso de la Torre de los Vientos, con Bóreas (N, a la izquierda) y Skiron (NO, a la derecha).
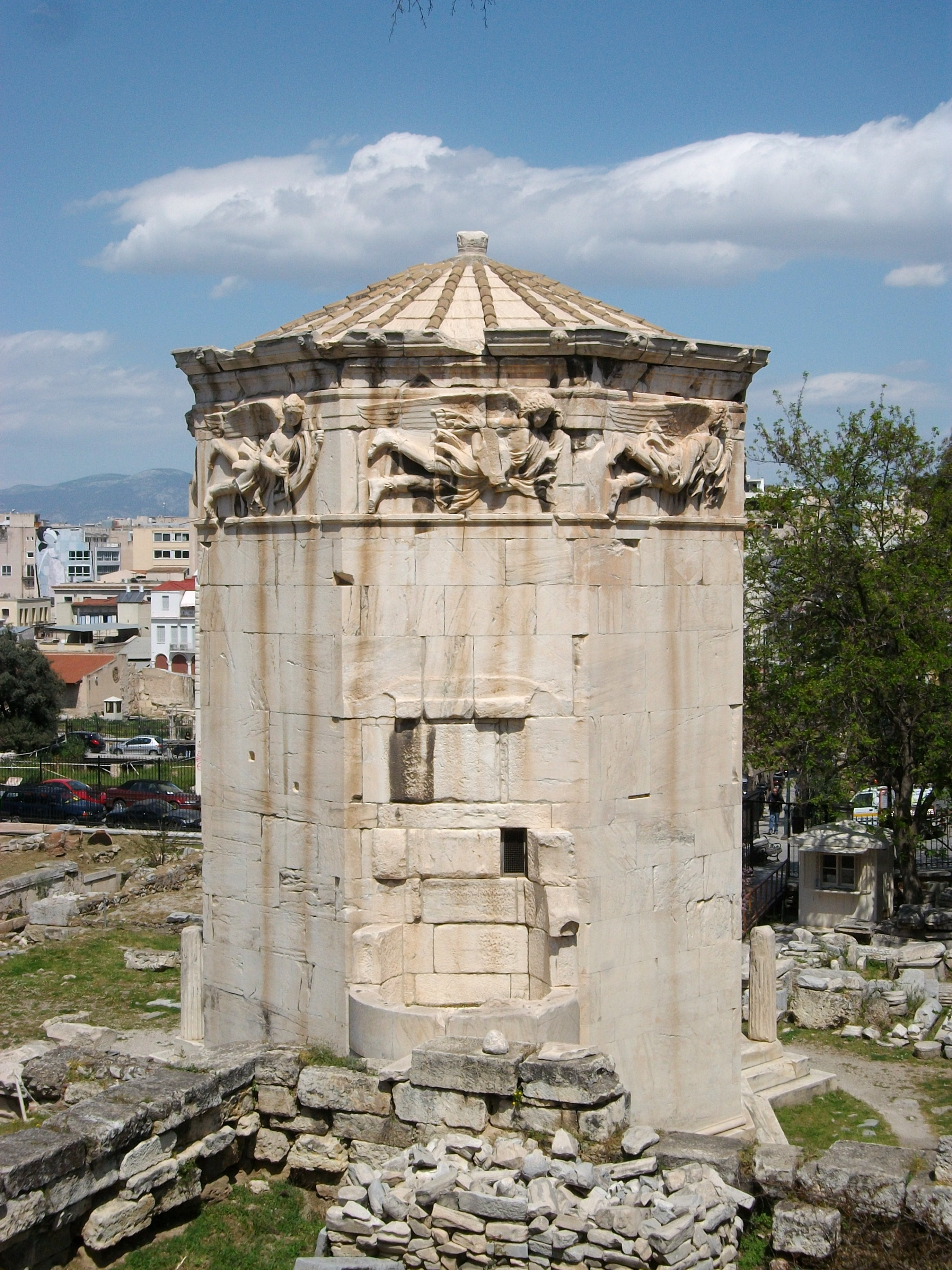
La Torre de los Vientos vista desde el sur.